# دروازه (تخیلی)

اساس اولیه ی یک دروازه متصل کردن دو نقطه از یک دنیا می‌باشد.

دروازه یک درگاه در داستان های علمی–تخیلی و فانتزی می‌باشد که به وسیله جادو یا تکنولوژی دو نقطهٔ متفاوت در فضازمان را به یکدیگر متصل می‌سازد. دروازه معمولاً شامل بیش از دو مدخل می‌باشد که با وارد شدن به یکی می‌توان به صورت آنی از دیگری خارج شد.
یک دروازه می‌تواند دو مکان متفاوت در یک دنیا(دورنوردی)،دو دنیای موازی (بعدنوردی)، دو زمان متفاوت (زمان نوردی) یا دو دنیای متفاوت را مانند بهشت، دوزخ یا برزخ را بهم متصل سازد. یک دروازهٔ دنیای موازی، مانند جنگل میان دنیاهای سرگذشت نارنیا سی. اس. لوئیس می‌تواند مجموعه‌ای دروازه‌های زمانی و مکانی و حتی دنیایی را در خود شامل شود.
مفهوم دروازه بسیار شبیه به مفهوم کرم‌چاله در کیهان شناسی است.